# Champosoult
Champosoult ist eine französische Gemeinde mit 102 Einwohnern (Stand: 1. Januar 2022) im Département Orne in der Region Normandie. Sie gehört zum Arrondissement Mortagne-au-Perche und zum Kanton Vimoutiers. 
Nachbargemeinden sind Camembert im Norden, Fresnay-le-Samson im Nordosten, Gouffern en Auge mit Survie im Südosten, Mont-Ormel im Süden und Coudehard im Westen.

## Bevölkerungsentwicklung
| Jahr      | 1962 | 1968 | 1975 | 1982 | 1990 | 1999 | 2008 | 2016 |
| --------- | ---- | ---- | ---- | ---- | ---- | ---- | ---- | ---- |
| Einwohner | 159  | 123  | 117  | 96   | 100  | 103  | 107  | 96   |

## Sehenswürdigkeiten

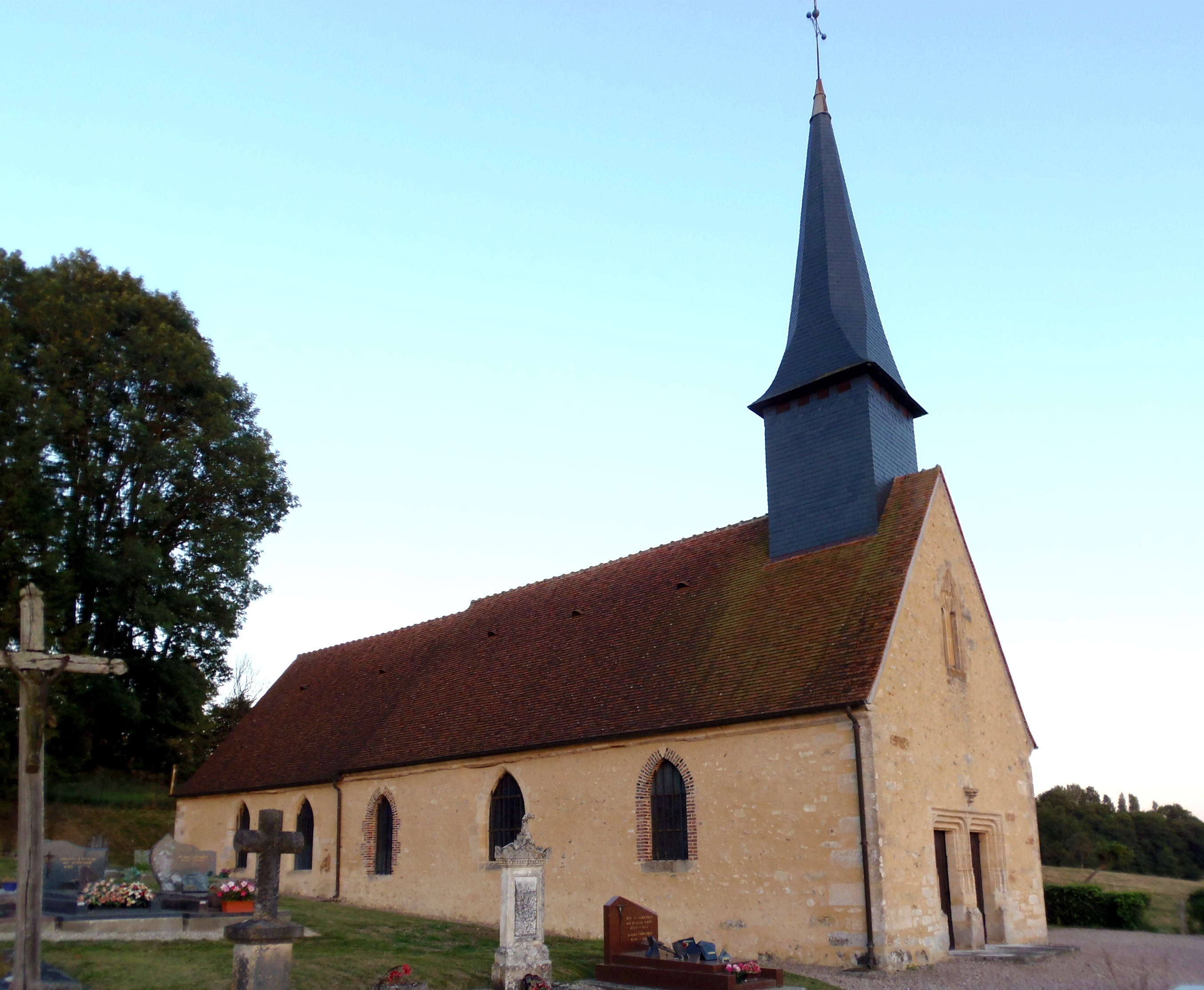
Kirche Saint-Pierre

- Kirche Saint-Pierre